# Lucianoz – Dansbandsstjärnan från Rinkeby
Lucianoz – Dansbandsstjärnan från Rinkeby är en realityserie som hade premiär på TV4 Play och TV4 den 2 oktober 2023. Första säsongen består av 4 avsnitt.

## Handling
Dokumentärserien kretsar kring dansbandssångaren Lucianoz eller Luciano Axelsson som han egentligen heter. Han slog igenom på Tiktok med en cover på Stefan Borschs låt Det är ju dej jag går och väntar på. Serien följer hans liv och drömmen att bli en verklig dansbandsstjärna, vilket bland annat innefattar att få medverka på dansbandsveckan i Malung.

## Medverkande
- Lucianoz